# آخرین تابستان (فیلم ۱۹۵۴)
آخرین تابستان (آلمانی: Der letzte Sommer) یک فیلم سینمایی درام محصول سال ۱۹۵۴ آلمان غربی به کارگردانی هارالد براون و با بازی هاردی کروگر ، لیزلوته پولفر و ماتیاس ویمن است. 